# Choerodon graphicus
Choerodon graphicus är en fiskart som först beskrevs av De Vis, 1885.  Choerodon graphicus ingår i släktet Choerodon och familjen läppfiskar. IUCN kategoriserar arten globalt som livskraftig. Inga underarter finns listade i Catalogue of Life.